# Trance
Trance (izgovor trens) je podzvrst elektronske plesne glasbe, ki se je začela razvijati v devetdesetih letih. Lahko bi ga opisali kot melodično kombinacijo techna in housea. Čeprav je njegov izvor časovno točno določen, mnogi napačno mislijo, da se je trance razvil komaj v kasnejšem obdobju moderne plesne glasbe.

## Zgodovina

### Predzgodovinski trance
Korenine trance-a segajo več desettisoč let nazaj, ko so ga razna plemena uporabljala kot sredstvo za povzročanje stanja transa. Še danes so isti načini uporabljani pri raznih plemenih, ki trans dosegajo s pomočjo plesa, bobnanja in pesmi.

### Predhodniki trance-a
Elemente, ki jih danes vsebuje moderni trance je pred njim odkrila že industrialna glasba v poznih osemdesetih letih 20. stoletja. Psychic TV je leta 1989 izdal CD Towards Thee Infinitive Beat, ki je vseboval monotone vzorce s kratkimi, ponavljajočimi vokalnimi sempli. Za nekatere je to prvi trance album, a vsi tega ne priznavajo. Namen umetnika je bil, da bi naredil zvok, ki bi deloval na poslušalce hipnotično.
Ti ustvarjalci niso bili povezani z rave kulturo, njihovi trance albumi so bili večinoma eksperimentalni, z njimi niso (vsaj ne namerno) hoteli ustvariti novega žanra in kulture. Ko se je trance začel postavljati na noge v rave kulturi, so mnogi od teh ustvarjalcev zapustili ta žanr in začeli ustvarjati v drugih.

### Začetki trance-a kot žanra
Trance naj bi začel kot odganjek techna v Nemčiji v zgodnjih devetdesetih letih 20. stoletja. Age Of Love (1990), skladba istoimenskega ustvarjalca naj bi bila prva distinktivna trance skladba. Takrat so bile ustanovljene tudi prve založbe, ki so izdajale trance (Platipus, Harthouse, MSF, NOOM). Zgodnji trance je bil fuzija dveh žanrov. Techno mu je dal tempo in ritmične strukture, house pa melodične prvine, ki so bile takrat v stilu house-a, popularnega v Evropi.
Ta zgodnji trance je bil karakteriziran z že opisanimi hipnotičnimi in melodičnimi lastnostmi, vseboval pa je tudi ritmične vzorce, ki so se tekom skladbe dodajali ali odvzemali. Šele pred kratkim so se razvile druge podzvrsti trance-a, kot so progresivni, dream, hard trance,...
V približno enakem obdobju se je v Goi (Indija) začela dogajati glasbena revolucija. EBM skupine, kot Cabaret Voltaire in Front 242 so prišli v Goo, kjer so s svojim ustvarjanjem dali navdih prvim goa trance umetnikom. Goa Gill, Eat Static, Doof in Man With No Name so prišli v Goo, kjer so slišali psihedelične elemente EBM, jim odvzeli kitare in vokale in dodali patos Srednjega vzhoda, ter tako ustvarili goa trance.

## Zvok modernega (progresivnega) trance-a
Že sredi devetdesetih let 20. stoletja je trance postal zelo komercialno popularen in eden izmed vodilnih žanrov elektronske plesne glasbe. Njegovi ustvarjalci so postali bolj osredotočeni na basovske linije in glavne melodije, medtem pa so pozabljali na njegovo hipnotičnost, repetativnost in arpeggio. Buildup in breakdown sta postajala vedno daljša in pretirana. Tak slog je bil poimenovan anthem trance.
Trance je zapolnil posebno nišo, saj je bil ostrejši kot house, bolj nežen kot drum'n'bass in bolj melodičen kot techno. Ljudem je tako postal bolj dostopen. Umetniki kot Paul van Dyk, Ferry Corsten in Armin van Buuren so prišli v ospredje kot glavni producenti in remixerji, ki so v trance vnašali občutek emocij, temu stilu rečemo epic trance. V istem času so DJ-i kot Paul Oakenfold, DJ Tiësto in DJ Jean vladali klubski sceni. Konec devetdesetih je trance bil komercialno zelo popularen, a hkrati je postal tudi zelo raznolik žanr. Kar nekaj umetnikov, ki je pomagalo ustvariti trance zvok, je ob koncu desetletja popolnoma zapustilo žanr, posebej se lahko omenita Pascal F.E.O.S. in Oliver Lieb. Podobne stvari so se dogajale tudi z DJ-i. Sasha in Digweed, ki sta skupaj pomagala progresivnemu zvoku v ospredje, sta ga leta 2000 popolnoma zapustila in se obrnila k temnejšim zvrsti trance-a deep trance.

## Muzikologija in stili
V trance-u se bobnarski vzorci izražajo v četrtinkah, sintesizerski pa v šetnajstinkah/dvaintridesetinkah. Takt je vedno 4/4, basovski boben se obnaša kot metronom, za njim pa se praviloma pojavi high-hat. Tempo se giblje med 130 in 150 BPM.
Ritmična sekcija je sestavljena iz ponavljajočih se 1-4-5 (A-D-E) dvaintridesetink, ki ustvarjajo arpeggio in iz basovske sekcije, ki je običajno pisana v eolski lestvici. Dodatne ritmične sekcije so dodane na vsakih 8, 16 ali 32 udarcev basovskega bobna oz. high-hat-a. Njihov namen je kompoziciji dati večjo težo. Basovski akord se običajno spremeni na vsake 4 dobe. Tipična trance pesem ima 2-4 basovske akorde.
Glavna melodija je običajno sestavljena iz osmih not, ki se ponavljajo na vsakih 2, 4, 8 ali 16 dob. Pripomočki za produciranje trance-a so sintesizer, ritem mašina in sekvencer. Povezuje jih MIDI. Polifonija je največ 16.
Podžanri trance-a so tudi:
- acid trance: Stil iz začetka devetdesetih. Pripomoček pri ustvarjanju glavne melodije je bil Roland TB 303. Ustvarjalci: Hardfloor, Simon Berry, Eternal Basement, Kai Tracid,...
- anthem trance (tudi uplifting trance, epic trance): Stil, ki je se je razvil v istem obdobju kot progresivni trance. Akordi v vseh elementih (glavna melodija, basovski akordi,...) so »razširjeni« in podaljšani prav tako kot buildup-i. Arpeggio se umika v ozadje, v ospredje pa prihaja wash efekt. Ustvarjalci: Armin van Buuren, Vincent De Moor, Ronski Speed, DJ Tiësto, Super8, Above & Beyond, Airbase, The Thrillseekers, Darren Tate, Daniel Kandi, Rank 1...
- balearic trance (tudi Ibiza trance): Njegova značilnost je, da je počasnejši in jemlje navdih iz okolja Balearov. Pogosti vsebuje zvok akustičnih kitar, neelektronskih bobnov in narave na Balearih (npr. morja, galebov,...). Ustvarjalci: Chicane, DJ Shah (Sunlounger), Envio, Solarstone, York,...
- dream trance (tudi dream house): Zelo melodična oblika, ki jo je populariziral Robert Miles v sredini devetdesetih. Značilna je uporaba klavirja. Ustvarjalci: DJ Dado, DJ Panda, Robert Miles, The Cynic Project, Zhi-Vago,...
- goa trance: trance iz Goe s kompleksnimi melodijami, ki je nastal v zgodnjih devetdesetih letih. Velikokrat se v njem uporablja arabska lestvica. Ustvarjalci: Psygone, mfg, S.U.N. Project, Man With No Name, Astral Projection, Doof...
- hard trance: Trša plat trance-a, lahko je svetlejši ali temnejši. Ustvarjalci: Cosmic Gate, S.H.O.K.K., DJ Scot Project, Jon The Baptist, Yves Deruyter, Alphazone...
- klasični trance: Originalna oblika trance-a, ki se je razvila v zgodnjih devetdesetih. Melodija je arpeggiirana in repetitivna. Ustvarjalci: Resistance D, Progressive Attack, Arpeggiators, Union Jack, Dance 2 Trance, Cygnus X,...
- progresivni trance: Njegovi začetki so datirani sredi devetdesetih. Od »navadnega« trance-a se razlikuje po tem, da basovski akordi spreminjajo tako, da glavni melodiji dajo občutek progresije. Ustvarjalci: BT, Cosmic Baby, Simon Berry, Markus Schulz, Perry O'Neil, Andy Moor, Gabriel & Dresden,...
- psihedelični trance: Skoraj sinonim za Goa trance, le da je manj melodičen in bolj abstrakten. Ustvarjalci: Shiva Chandra, Etnica, Infected Mushroom,...
- vokalni trance: Grob izraz za trance z daljšim besedilom. Umetnik bo sodeloval z vokalistom (večinoma ženske) ali pa bo vokal vzorčil iz kakega drugega glasbenega žanra. trance vokalistke: Marcella Woods, Jan Johnston, Jael, Jennifer Rene, Kirsty Hawkshaw, Justine Suissa, Tiff Lacey, Elles de Graaf...
- Euro trance: Hibrid med techno-m in euro dance-om s hardstyle basovskimi bobni in zvodenelimi, adiktivnimi elementi trance-a. Vokali so po navadi računalniško obdelani, da so veliko višji, kot bi bili, če bi bili normalni. Zaradi vokalov je velikokrat zamenjan z vokalnim trance-om. Besedila so običajno enostavna, in so tako kot melodija velikokrat kopirana iz klasičnih happy hardcore produkcij. Ustvarjalci: Groove Coverage, Jan Wayne, DJ Volume, Scooter, Kate Ryan,...

## Klasične trance produkcije in albumi
- Age Of Love - Age Of Love (1990)

Mnogi verjamejo, da je ta produkcija klasična trance produkcija, čeprav takrat žanr sploh še ni bil definiran. Njen nadnaraven zvok je fundacija za zvok trance-a.
- Dance 2 Trance - We Came In Peace (1991)

Klasična produkcija, ki je najverjetneje dala žanru ime v Nemčiji, kjer so trance vrteli u underground klubih in na rejvih.
- Cosmic Baby - Sweet Dreams (1992)

Verjetno prva produkcija Progresivnega trance-a, ki je nastala več let, preden je bil populariziran s pomočjo Roberta Milesa in Simona Berrya.
- Jam & Spoon - Stella

Klasična trance produkcija s pridihom Balearov.
- Eat Static - Abduction (1993)

Eden izmed prvih Goa trance albumov, ki je postavil tudi standarde za izdaje kasnejših produkcij v žanru.
- Paul van Dyk - For An Angel (1994)

Klasična produkcija, ki je definirala zvok in stil, ki se še sedaj nadaljuje. Paul van Dyk jo še sedaj pogosto zavrti v setu.
- Hallucinogen - Twisted (1995)

Baje najbolj inovativen in originalen Goa trance album. Čeprav ob izdaji ni predstavljal Psihedeličnega trance-a v tistem obdobju (nasprotno od Astral Projection in X-Dream) je močno vplival na ustvarjalce Psihedeličnega trance-a.
- BT - Flaming June (1996)

Široko sprejeta klasika in primer Progresivnega trance-a iz srednjih devetdesetih.
- Agnelli & Nelson - El Nino (1998)

Slavna pesem, ki je postala razširjena s pomočjo Oakenfoldovega albuma Tranceport. Definira Epic Trance.
- Veracocha - Carte Blanche (1999)

Klasičen predstavnik Epic trance-a.
- Art Of Trance - Madagascar (1999)

Izjemen trance v popolnem pomenu besede. Od izida neštetokrat remixan.
- System F - Out Of The Blue (1999)

Ena izmed najbolj znanih trance produkcij, delo Ferrya Corstena. Še zmeraj pogosto najde svoje mesto v marsikaterem setu.

## Povezave
- Translovenia.si Arhivirano 2017-09-14 na Wayback Machine. - Prva slovenska trance skupnost.
- i:Vibes - Novice, ocene, intervjuji, profili, skupnost,...
- Digitally Imported Arhivirano 2020-05-19 na Wayback Machine., ETN.fm - Radijski postaji s Trance-om.
- TranceAddict - trance forumi, trance MP3-ji in seti.
- Tomorrow Traxx - Informacije o Trance-u in besedila.
- trance Music Style Arhivirano 2005-07-14 na Wayback Machine. - Uvod v Trance, ocene trance CD-jev.
- Trance.nu - trance novice, ocene, skupnost.
- Global Underground - Serija kompilacij
- Tara Putra - Goa in Psy trance MP3-ji
- IsraTrance - Stran Goa in Psihedeličnega trance-a. Skoraj vsak dan obnovljena, gosti eno izmed največjih trance skupnosti.
- tranceforum.info - Nemška trance skupnost.
- VodnikvEPG.tk - Vodnik v elektronsko plesno glasbo.